# Groß Leuthen

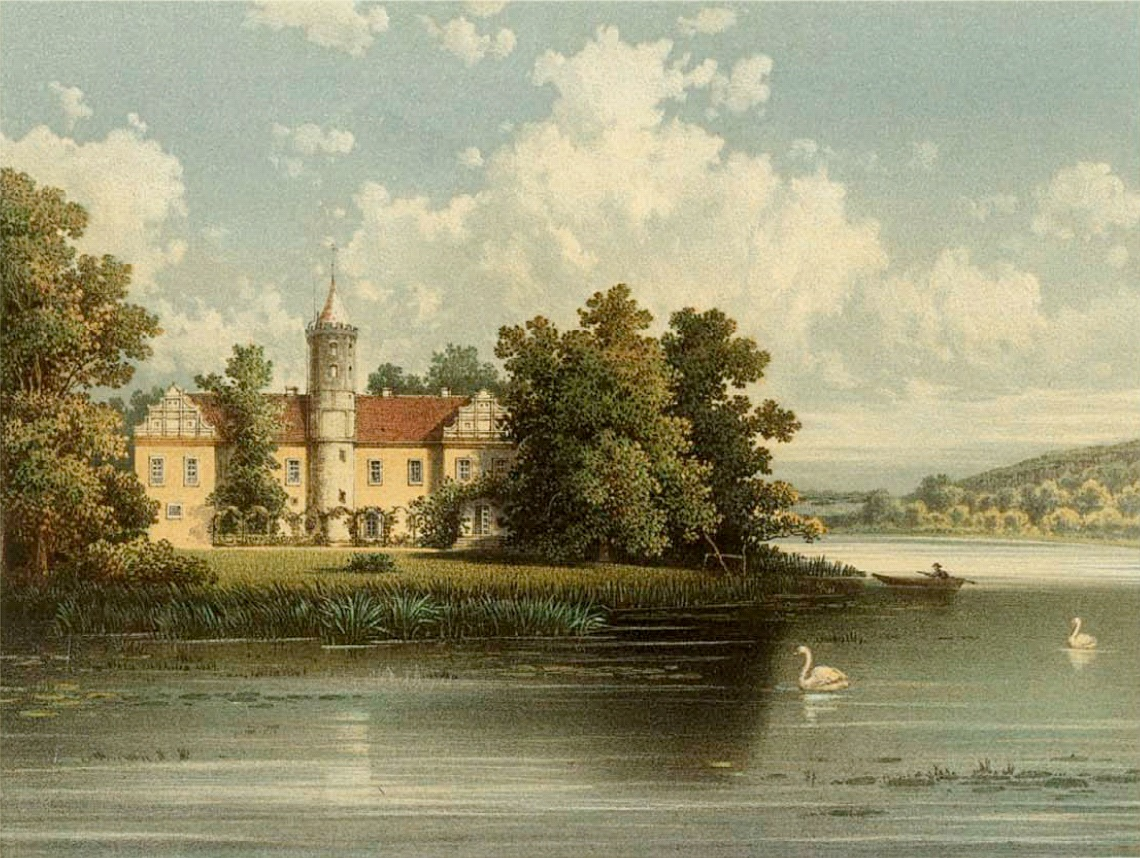
Schloss Groß Leuthen auf einem Gemälde der Sammlung Alexander Dunckers (19. Jahrhundert)

Groß Leuthen, niedersorbisch Lutol, ist ein Ortsteil der Gemeinde Märkische Heide im Landkreis Dahme-Spreewald in Brandenburg. Bis zur Gemeindereform am 26. Oktober 2003 war Groß Leuthen eine eigenständige Gemeinde. Das Dorf ist Sitz der Verwaltung der Gemeinde Märkische Heide.

## Lage
Groß Leuthen liegt im Norden der Niederlausitz, rund 15 Kilometer nordöstlich der Kreisstadt Lübben (Spreewald). Zum Ortsteil gehören die Wohnplätze Botta, Klein Leuthen und Neu Bückchen. Groß Leuthen grenzt im Norden an Wittmannsdorf-Bückchen, im Nordosten an Schuhlen-Wiese, im Osten an Leibchel, im Süden an Dollgen, im Südwesten an Krugau und im Westen an Gröditsch. Auf der Gemarkung Groß Leuthen liegt auch die Groß Leuthener Wassermühle, eine ehemalige Wassermühle am Dollgener Seegraben.
Der Ort liegt am südwestlichen Ufer des Groß Leuthener Sees. Nordöstlich des Sees erstreckt sich das Naturschutzgebiet Teufelsluch. Groß Leuthen gehört zum amtlichen Siedlungsgebiet der Sorben/Wenden.

## Geschichte
Groß Leuthen wurde erstmals im Jahr 1424 als Luten urkundlich erwähnt. Der Namenszusatz „Groß“ kam im Jahr 1517 hinzu, im gleichen Jahr wurde auch der Nachbarort Klein Leuthen erstmals urkundlich erwähnt. Der Ort war Sitz der Standesherrschaft Leuthen, zur Besitzgeschichte siehe dort.

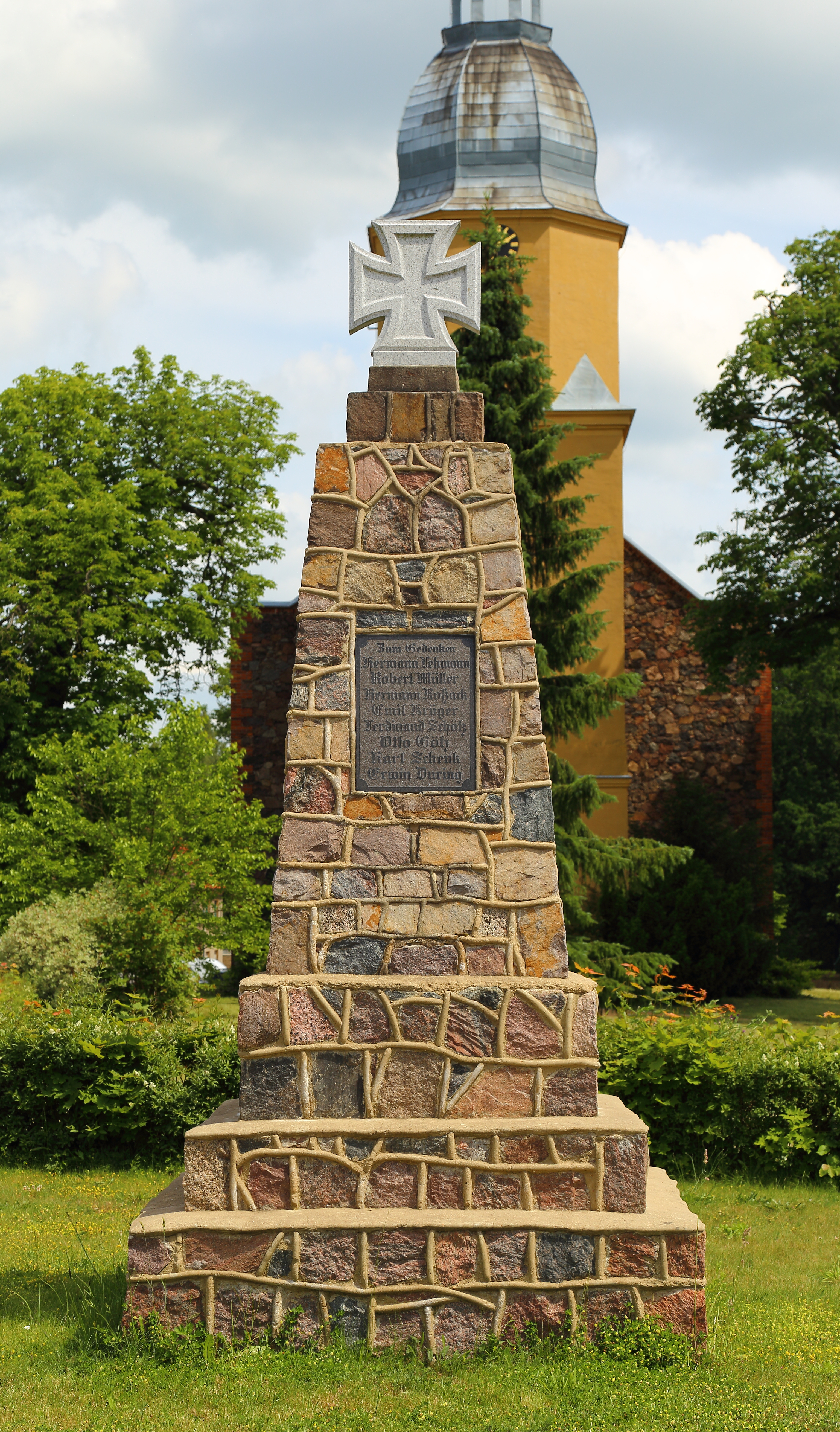
Kriegerdenkmal vor der Dorfkirche

Im Jahr 1718 lebten drei Hufner, drei Kossäten und drei Häusler im Ort, die Einwohner hatten eine Schatzung von 800 Gulden an die Standesherrschaft abzugeben. Groß Leuthen gehörte damals zum Krumspreeischen Kreis in Kursachsen. Nach dem Wiener Kongress kam der Ort zum Königreich Preußen und wurde bei der Gebietsreform 1816 dem Kreis Lübben in der Provinz Brandenburg zugeordnet. Im Jahr 1857 wurde die einsturzgefährdete Kirche in Groß Leuthen unter Leitung des damaligen Gutsherren Emil von Gutzmerow wieder neu aufgebaut. Letzte namhafte Eigentümer war die in den Adelsstand erhobene Familie des Industriellen Johann Abraham von Wülfing und deren Nachfahren, die den umfangreichen Besitz von etwa 2660 ha Land bis zur Bodenreform führten. Die Standesherrschaft wurde danach aufgelöst.
Bei der Bodenreform nach dem Zweiten Weltkrieg wurde das Gutsland in Groß Leuthen parzelliert und auf Neubauern verteilt. Ab 1949 gehörte die Gemeinde Groß Leuthen zur DDR. Am 1. Juli 1950 wurde die bis dahin eigenständige Gemeinde Klein Leuthen eingegliedert. Bei der Gebietsreform 1952 kam Groß Leuthen zum neu zugeschnittenen Kreis Lübben im Bezirk Cottbus. Zur DDR-Zeit gab es ein „Spezialkinderheim“ der DDR-Jugendhilfe im Ort. Im Jahr 1990 sollten die 12. Kulturfesttage der Werktätigen der sozialistischen Landwirtschaft im Rahmen der 23. Arbeiterfestspiele in Groß Leuthen stattfinden. Aus diesem Anlass fand im Rahmen des Scheunen-Sommers 2009 eine Fotoausstellung mit Bildern aus den Jahren 1987 bis 1989 unter dem Titel Die kleinen Leute von Groß Leuthen statt.
Nach der Wiedervereinigung lag Groß Leuthen zunächst im Landkreis Lübben in Brandenburg. Im November 1992 schloss sich die Gemeinde zur Erledigung ihrer Verwaltungsangelegenheiten dem Amt Märkische Heide an. Der Landkreis Lübben ging 1993 im neuen Landkreis Dahme-Spreewald auf. Am 26. Oktober 2003 schloss sich Groß Leuthen mit den anderen Gemeinden des Amtes Märkische Heide zur neuen Gemeinde Märkische Heide zusammen.

## Bevölkerungsentwicklung
| 1875 | 443 | 1925 | 460 | 1946 | 713 | 1971 | 842 | 1989 | 822 |
| 1890 | 422 | 1933 | 440 | 1950 | 872 | 1981 | 794 | 1996 | 743 |
| 1910 | 442 | 1939 | 492 | 1964 | 776 | 1985 | 762 | 2002 | 720 |

## Sehenswürdigkeiten

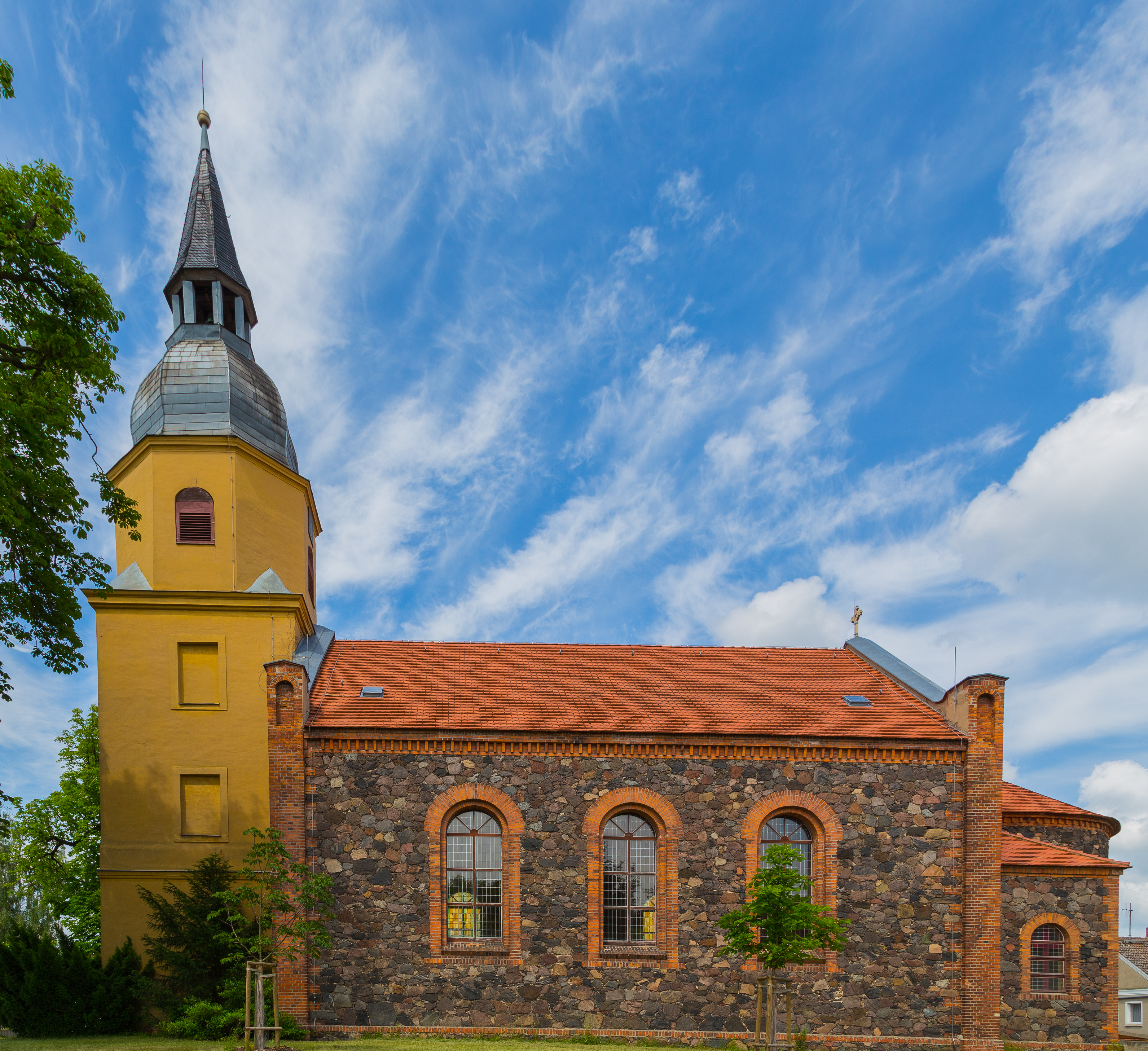
Dorfkirche Groß Leuthen

Am Teufelsluch, Aquarell eines unbekannten Malers (1902) – das Luch steht unter Naturschutz

- Die Dorfkirche Groß Leuthen wurde 1857 als Ersatz für das einsturzgefährdete Vorgängerbauwerk errichtet. Der Westturm wurde von dem alten Bauwerk übernommen. Vor der Kirche erinnert ein in den 1920er Jahren aufgestelltes Kriegerdenkmal an die im Ersten Weltkrieg gefallenen Einwohner Groß Leuthens. Eine weitere Gedenktafel befindet sich in der Kirche.
- Am Ufer des Groß Leuthener Sees liegt das Renaissanceschloss Groß Leuthen. Die Grundmauern stammen von einer Wasserburg aus dem 12. Jahrhundert.

## Kultur
Am ersten Februarwochenende findet das Zampern statt und am darauf folgenden Wochenende der Eierkuchenball. Seit dem Sommer 2006 gibt es im Ort den Scheunensommer, der von Mai bis Oktober für jeden kulturellen Geschmack etwas zu bieten hat. An einem Juliwochenende wird am Dorfstrand das traditionelle „Strandfest“ durch den Dorfclub organisiert. Der Höhepunkt des Strandfestes ist am Abend der Bootskorso mit einem Programm und anschließendem Höhenfeuerwerk. Jeweils Anfang November ist im hiesigen Gasthaus die Kirmes.

## Wirtschaft und Infrastruktur
Die Bewohner von Groß Leuthen leben teilweise vom Tourismus durch die Lage am Groß Leuthener See. Nördlich des Ortes befindet sich der Eurocampingplatz Spreewaldtor, des Weiteren gibt es einen kleinen Badestrand und eine Bootsanlegestelle.
In Groß Leuthen gibt es eine Kindertagesstätte, die zuständige Grundschule befindet sich im Nachbarort Gröditsch.
Groß Leuthen liegt an der Bundesstraße 179 zwischen Märkisch Buchholz und der Bundesstraße 87 (Lübben–Beeskow). Zwischen 1901 und 1945 sowie erneut von 1945 bis 1995 gab es mit dem Bahnhof Groß Leuthen-Gröditsch einen Bahnhof an der Bahnstrecke Falkenberg–Beeskow. Das noch existierende ehemalige Empfangsgebäude befindet sich auf halber Strecke zwischen beiden Ortschaften, ist aber nicht öffentlich zugänglich.